# 香葉樹羽爪節蜱
香葉樹羽爪節蜱（学名：Diptilomiopus commuiae）为双羽爪節蜱科羽爪節蜱屬下的一个种。